# Hadik András (kamarás)

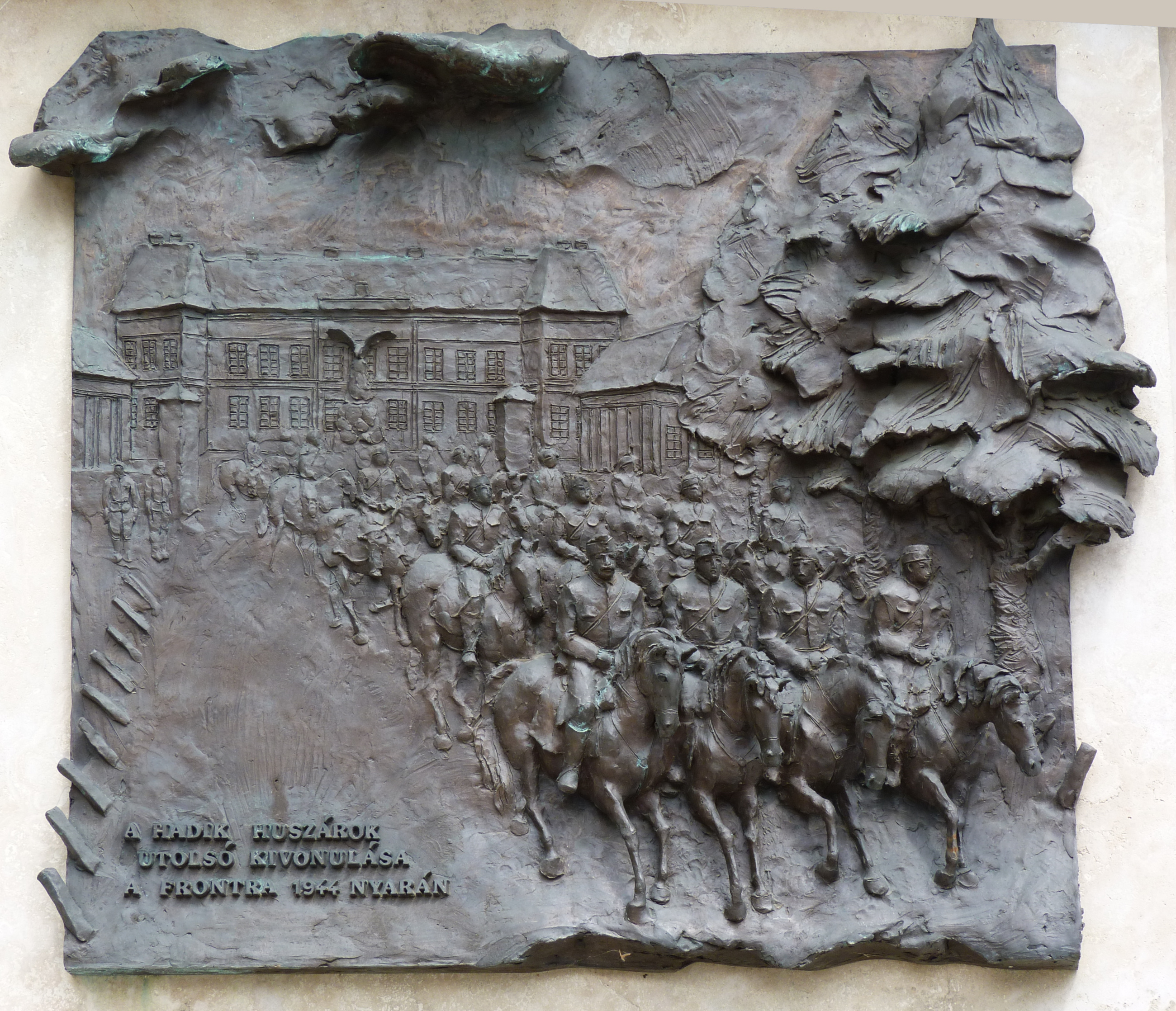
Hadik-huszárok

Gróf futaki Hadik András (Buda, 1764. május 12. – Marcaltő, 1840. június 18.) császári és királyi kamarás, valóságos belső titkos tanácsos és lovassági tábornok.

## Élete
Hadik András és Lichnovszky Franciska hercegnő fia. Bécsben bölcseletet tanult, majd hadi szolgálatba állott. Részt vett a napóleoni háborúkban és fokonként emelkedve, lovassági tábornok, a 6. sz. huszárezred tulajdonosa és végül a bécsi Udvari Haditanács elnöke lett.

## Munkája
- Tentamen quod ex praelectionibus mathematicis tum publicis quam privatis subibit... 1779. Vindobonae. Bucsúszózatát, melyet 1809. decz. 22. a hadsereghez intézett, közölte a Reform (1874. 94. sz. mellékletén).

Fia, Hadik Ágoston gróf 1868-ban a vallás- és közoktatásügyi minisztériumhoz küldte boldogult atyjának kéziratát, mely a föld alakulásra és a hegyek és városok viszonylagos magasságára vonatkozó, egész életén keresztül nagy szorgalommal gyűjtött 4193 adatot foglal magában három dobozban; a minisztérium pedig december 9-én átiratával a Magyar Tudományos Akadémiához küldte azt megőrzés végett.